# Sotormstjärna
Sotormstjärna (Ophiocomina nigra) är en ormstjärneart som först beskrevs av Abildgaard, in O.F. Müller 1789. Enligt Catalogue of Life ingår Sotormstjärna i släktet Ophiocomina och familjen Ophiocomidae, men enligt Dyntaxa är tillhörigheten istället släktet Ophiocomina och familjen knotterormstjärnor. Arten är reproducerande i Sverige. Inga underarter finns listade i Catalogue of Life.